# Coloburiscus tonnoiri
Coloburiscus tonnoiri is een haft uit de familie Coloburiscidae. De wetenschappelijke naam van de soort is voor het eerst geldig gepubliceerd in 1935 door Lestage.
De soort komt voor in het Australaziatisch gebied.